# Richard Christy
Thomas Richard Christy (Fort Scott, 1º aprile 1974) è un batterista statunitense membro della band Charred Wall of the Damned e autore dello show radiofonico The Howard Stern Show.

## Biografia

### Infanzia
Richard è nato e cresciuto a Fort Scott, Kansas. Suo padre era un veterano della guerra del Vietnam che non badava molto alla cura della famiglia e in generale dell'igiene della casa. Richard visse così un'infanzia povera e piena di difficoltà, riuscendo con grandi difficoltà a frequentare la scuola a causa delle difficili condizioni economiche familiari.

### Carriera musicale
Richard decise di iniziare a suonare la batteria dopo aver sentito le performance di Alex Van Halen (Van Halen), Dave Lombardo (Slayer) e Gene Hoglan (Strapping Young Lad). Christy iniziò la sua formazione musicale, diventando molto abile nell'utilizzo della doppia cassa. Il giovane musicista si esercitò nel garage della sua piccola casa in Florida, in cui visse per alcuni anni.
Christy suonò in molti gruppi, tra i quali gli Iced Earth, i Burning Inside, i Death e i Control Denied. Christy entrò nei Death dopo averne incontrato il frontman Chuck Schuldiner in una libreria, proprio quando il gruppo era alla ricerca di un batterista dopo l'addio di Gene Hoglan. Christy registrò tre album con questa band, "The Sound of Perseverance pubblicato nel 1998", "Live in L.A. (Death & Raw) del 2001" e "Live in Eindhoven" del 2001, e un album con i Control Denied, The Fragile Art of Existence, pubblicato nel 1999.
Egli si esibì anche in live show con i Dream Theater, i Tiwanaku, Rick Renstrom, gli Syzygy, i Bung Dizee e i Public Assassin.
È attualmente impegnato con la sua attuale band da lui fortemente voluta, i Charred Walls of the Damned, insieme a Ripper Owens, Steve Di Giorgio e Jason Suecof. È uscito, ai primi di febbraio 2010, il loro primo album omonimo.

## Discografia
Con i Control Denied
- 1997 – A Moment Of Clarity (demo)
- 1999 – The Fragile Art of Existence
- 2004 – Chuck Schuldiner: Zero Tolerance (split con i Death)
- 2005 – Chuck Schuldiner: Zero Tolerance / Zero Tolerance II (split con i Death)

 Con i Death 
- 1998 – The Sound of Perseverance
- 2001 – Live in L.A. (Death & Raw) (album e video dal vivo)
- 2001 – Live in Eindhoven (album e video dal vivo)
- 2005 – Live in Cottbus '98 (video)
- 2012 – Vivus! (album dal vivo)

con gli Iced Earth
- 2001 – Horror Show
- 2002 – Tribute to the Gods
- 2003 – The Reckoning (EP)
- 2004 – The Glorious Burden
- 2005 – Gettysburg (1863) (video)
- 2020 – Dracula (singolo)

Con i Public Assassin
- 1991 – Raw As Fuck (demo)
- 1993 – Public Assassin (EP)
- 1994 – Murdered (demo)

con gli Burning Inside
- 1995 – Demo 1995
- 2000 – The Eve of the Entities
- 2001 – Apparition
- 2007 – Burning Inside (EP)

con gli Acheron
- 1996 – Anti-God, Anti-Christ
- 1998 – Necromanteion Communion/Raise the Dead (EP) (solo nel brano Raise the Dead (Bathory cover))
- 2003 – Tribute to the Devil's Music (raccolta)

 Con i Leash Law 
- 2004 – Dogface
- 2004 – Stealing Grace (EP)

 Con i Charred Walls of the Damned 
- 2010 – Charred Walls of the Damned
- 2011 – Cold Winds On Timeless Days
- 2016 – Creatures Watching over the Dead

Altri
- 2003 – Tiwanaku – Tiwanaku (demo)
- 2009 – Monument Of Bones – Cemetery Dirges
- 2018 – Böar Glüe – Birdhouse by the Cemetery / Glue 'Em All (split con gli Hatebeak)

Collaborazioni
- 2003 – Rick Renstrom – Until the Bitter End (batteria)
- 2004 – Crotchduster – Big Fat Box of Shit (voce nel brano Stars Ingenious Cooter (Live))